# Creative Scotland
Creative Scotland (gaelico scozzese: Alba Chruthachail, al̪ˠapə xɾuhəxal) è l'ente di sviluppo delle arti e industrie creative (cinema & teatro) della Scozia. Basato a Edimburgo, è un organo pubblico esecutivo del Governo scozzese.
L'ente ha assorbito le funzioni dello "Scottish Screen" e dello Scottish Arts Council in data 1º luglio 2010 e ha l'ulteriore mandato di appoggiare e promuovere l'applicazione di abilità creative nelle industrie artistiche, umanistiche e cinematografiche.
Sin dalla nascita, l'ente Creative Scotland è stato coinvolto in alcune controversie con importanti personaggi delle arti e del cinema nazionali. Nel 2012, 400 artisti, scrittori, drammaturghi e musicisti hanno protestato contro la gestione dell'ente, provocando le dimissioni del direttore esecutivo di allora, Andrew Dixon. Nel marzo 2011, Creative Scotland è stato al centro di un dibattito al Parlamento scozzese a causa di spese sospette, come il finanziamento di GB£58.000 ad un programma di danza basato sulle opere di Alfred Hitchcock ed un viaggio a Tonga per studiare le danze polinesiane. Nel gennaio 2015, l'ente è stato biasimato da alcuni registi per avere offerto meno della metà del denaro necessario ad un film di grande importanza che doveva essere girato in Scozia, al che la produzione si trasferì nel Galles.

## Obiettivi
Gli obiettivi di Creative Scotland sono:

- promuovere l'apprezzamento e il piacere delle arti e della cultura;
- identificare, sostenere e sviluppare il talento e l'eccellenza nelle arti e nella cultura;
- far realizzare tutti i benefici delle arti e della cultura;
- collaborare con associati per assistere le industrie creative.